# 樋口美雄
樋口 美雄（ひぐち よしお、1952年（昭和27年）11月23日 - ）は、日本の経済学者。専門は、労働経済学・計量経済学。学位は、商学博士（慶應義塾大学・課程博士・1980年）。慶應義塾大学名誉教授。日本経済学会会長（第43代）、（独）労働政策研究・研修機構理事長を務めた。日本学士院会員。栃木県足利市出身。

## 略歴

### 学歴
- 1971年 栃木県立足利高等学校卒業
- 1975年 慶應義塾大学商学部商学科卒業
- 1977年 慶應義塾大学商学研究科修士課程修了
- 1980年 慶應義塾大学商学研究科博士課程修了・商学博士（慶應義塾大学）

### 教職
- 1977年4月 - 1982年3月 慶應義塾大学商学部助手
- 1982年4月 - 1991年3月 慶應義塾大学商学部助教授
- 1985年 - 1987年 コロンビア大学経済学部客員研究員
- 1989年10月 - 1991年9月 慶應義塾大学計算センター三田計算室副室長
- 1991年4月 - 慶應義塾大学商学部教授
- 1991年4月 - 慶應義塾大学院商学研究科委員
- 1993年 一橋大学経済研究所客員教授
- 1993年4月 - 1993年9月 三田メディアセンター副所長
- 1993年10月 - 1994年10月 三田メディアセンター副所長
- 1995年 - 1996年 スタンフォード大学経済政策研究所客員研究員
- 1995年 - 1996年 オハイオ州立大学経済学部客員教授
- 1996年4月 - 1997年9月 慶應義塾大学商学部長補佐
- 2009年5月28日 - 慶應義塾大学商学部長
- 2021年 - 慶應義塾大学名誉教授[3]

### 研究職
- 財務省財務総合政策研究所特別研究官
- 2007年3月まで 経済産業研究所ファカルティフェロー
- 2005年4月 - 2008年9月 国民生活金融公庫総合研究所長
- 2008年10月1日 - 日本政策金融公庫総合研究所研究顧問

### 学会
- 2003年4月 - 日本経済学会副会長
- 2004年4月 - 東京経済研究センター代表理事[4]
- 2004年4月 - 法と経済学会理事
- 2012年6月23日 - （2013年6月22日） 日本経済学会会長

### 審議会等
- 内閣官房雇用戦略対話 構成員
- 内閣府地域社会雇用創造事業「選定・評価委員会」 会長
- 内閣府ワーク・ライフ・バランス推進官民トップ会議 委員
- 2007年 - 日本学術会議経済学委員会 委員長
- 2009年 - 文部科学省中央教育審議会 専門委員
- 2009年10月 - 2014年1月 内閣府統計委員会 委員長
- 2010年4月 - 内閣府ジョブ・カード推進協議会 会長
- 2011年3月 - （2013年3月） 中小企業庁中小企業政策審議会 委員
- 2013年5月 - 厚生労働省労働政策審議会 会長
- 2016年9月 - 働き方改革実現会議委員
- 2018年4月 - 労働政策研究・研修機構理事長[5]
- 2024年12月 - 日本学士院会員[6]

## 受賞・受章
- 1961年 栃木県主催演劇大会最優秀個人賞
- 1988年 第3回冲永賞
- 1991年 第34回日経・経済図書文化賞
- 1991年 平成3年度義塾賞
- 2001年 第42回エコノミスト賞、第18回冲永賞
- 2009年 平成20年度中小企業研究奨励賞 本賞（経済部門）
- 2016年 紫綬褒章[7]、福澤賞
- 2024年　日本学士院会員[1]

## 著書

### 単著
- 『日本経済と就業行動』（東洋経済新報社, 1991年 ISBN 4492260404）
- 『変革の時代と現代日本の雇用システム 雇用促進大会講演から』（大分県高年齢者雇用開発協会, 1995年1月）
- 『労働経済学』（東洋経済新報社, 1996年2月 ISBN 4492812938）
- 『大学に行くということ,働くということ』（岩波書店, 1999年5月 ISBN 4000262203）
- 『少子高齢時代の雇用問題』（社会経済生産性本部生産性労働情報センター, 2000年4月 ISBN 4883720799）
- 『人事経済学』（生産性出版, 2001年7月 ISBN 4820117149）
- 『雇用と失業の経済学』（日本経済新聞社, 2001年11月 ISBN 4532132215）

### 共著
- （中馬宏之）『労働経済学』（岩波書店, 1997年10月 ISBN 4000045784）
- （山本勲）『わが国の高齢者雇用の現状と展望 雇用管理・雇用政策の評価』（日本銀行金融研究所., 2002年）
- （山本勲）『わが国の高齢者雇用の現状と展望 雇用管理・雇用政策の評価』（日本銀行金融研究所, 2002年）
- （二宮清純）『日本プロ野球改造計画』（日本評論社, 2005年3月 ISBN 4535554390）
- （八代尚宏、日本経済研究センターと共著）『人事経済学と成果主義』（日本評論社, 2006年）
- （新保一成、太田清）『入門パネルデータによる経済分析』（日本評論社, 2006年7月, ISBN 4535554676）

### 編著
- 『プロ野球の経済学』（日本評論社, 1993年 ISBN 4-535-58126-6）
- 『日本型ワークシェアリングの実践 仕事と暮らしを変える』（生産性出版, 2002年12月 ISBN 4820117459）

### 共編著
- （猪木武徳）『日本の雇用システムと労働市場』（日本経済新聞社, 1995年1月 ISBN 4532130832）
- （岩田正美）『パネルデータからみた現代女性 結婚・出産・就業・消費・貯蓄』（東洋経済新報社, 1999年10月 ISBN 4492221840）
- （太田清、家計経済研究所）『女性たちの平成不況』（日本経済新聞社, 2004年4月 ISBN 4532350913）
- （慶應義塾大学経商連携21世紀COE）『日本の家計行動のダイナミズムⅠ』（慶應義塾大学出版会, 2005年8月 ISBN 4766411803）
- （児玉俊洋, 阿部正浩）『労働市場設計の経済分析 マッチング機能の強化に向けて』（東洋経済新報社, 2005年12月 ISBN 4492394478）
- （慶應義塾大学経商連携21世紀COE）『日本の家計行動のダイナミズムⅡ』（慶應義塾大学出版会, 2006年9月 ISBN 4766412931）
- （瀬古美喜、慶應義塾大学経商連携21世紀COE）『日本の家計行動のダイナミズムⅢ』（慶應義塾大学出版会, 2007年10月 ISBN 9784766413854）
- （村上義昭、鈴木正明、国民生活金融公庫総合研究所）『新規開業企業の成長と撤退』（勁草書房, 2007年,平成20年度中小企業研究奨励賞経営部門本賞受賞,2009年度企業家研究フォーラム賞受賞）
- （財務省財務総合政策研究所）『人口減少社会の家族と地域―ワークライフバランス社会の実現のために』（日本評論社, 2008年）
- （山口一男）『論争日本のワーク・ライフ・バランス』（日本経済新聞出版社, 2008年4月 ISBN 9784532133528）
- （瀬古美喜、慶應義塾大学経商連携21世紀COE）『日本の家計行動のダイナミズムⅣ』（慶應義塾大学出版会, 2008年9月 ISBN 9784766415360）
- （鶴光太郎, 水町勇一郎）『労働市場制度改革 日本の働き方をいかに変えるか』（日本評論社, 2009年3月 ISBN 9784535555785）
- （吉野直行, 矢野誠）『論争!経済危機の本質を問う サブプライム金融危機と市場の高質化』（慶應義塾大学出版会, 2009年8月 ISBN 9784766416404）
- （瀬古美喜, 照山博司, 慶應-京大連携グローバルCOE）『日本の家計行動のダイナミズムⅤ』（慶應義塾大学出版会, 2009年9月 ISBN 9784766416589）
- （津谷典子）『人口減少と日本経済 労働・年金・医療制度のゆくえ』（日本経済新聞出版社, 2009年11月 ISBN 9784532353926）
- （鶴光太郎, 水町勇一郎）『労働時間改革 日本の働き方をいかに変えるか』（日本評論社, 2010年3月 ISBN 9784535556324）
- （府川哲夫）『ワーク・ライフ・バランスと家族形成 : 少子社会を変える働き方』（東京大学出版会, 2011年1月 ISBN 9784130511346）
- （瀬古美喜, 照山博司, 山本勲, 慶應-京大連携グローバルCOE）『日本の家計行動のダイナミズムⅥ』（慶應義塾大学出版会, 2010年6月 ISBN 9784766417517）
- （瀬古美喜, 照山博司, 山本勲, 慶應-京大連携グローバルCOE）『日本の家計行動のダイナミズムⅦ』（慶應義塾大学出版会, 2011年6月 ISBN 9784766418491）
- （鶴光太郎, 水町勇一郎）『非正規雇用改革 日本の働き方をいかに変えるか』（日本評論社, 2011年6月 ISBN 9784535556713）
- （瀬古美喜, 照山博司, 山本勲, 慶應-京大連携グローバルCOE）『日本の家計行動のダイナミズムⅧ』（慶應義塾大学出版会, 2012年6月 ISBN 9784766419467）

### 翻訳
- （清家篤と共訳）エドワード・P.ラジアー『人事と組織の経済学』（日本経済新聞社, 1998年9月 ISBN 4532131618）
- （樋口美雄 監訳,戎居皆和 訳）OECD 編著『世界の労働市場改革・OECD新雇用戦略 : 雇用の拡大と質の向上、所得の増大をめざして』（明石書店, 2007年6月 ISBN 9784750325699）